# Дурний
Дурний (англ. Foolish) — американська комедія 1999 року.

## Сюжет
Квентін Вайс залучений у злочинне угруповання, що приносить йому чималі гроші. Брат Квентіна Майлз на прізвисько «Фуліш» — початківець комік. Але нездатність Майлза пробитися в світі мистецтва переконує старшого брата, що той витрачає свій талант. Намагаючись підштовхнути Фуліша до успіху, Квентіну доведеться зіткнутися з кримінальним авторитетом Ельдорадо Роном і стати учасником любовного трикутника разом з братом і дівчиною, в яку вони обидва закохані.

## У ролях
| Актор           | Роль                         |
| --------------- | ---------------------------- |
| Едді Гріффін    | Майлз «Фулиш» Вейзі          |
| Майстер Пі      | Квентін «Fifty Dollah» Вейзі |
| Емі Петерсен    | Дезіре                       |
| Френк Сіверо    | Джованні                     |
| Дафні Дюплекс   | Кларисса                     |
| Джонатан Бенкс  | Намберс                      |
| Ендрю Дайс Клей | Ель Дорадо Рон               |
| Свен-Оле Торсен | Періс                        |
| Марла Гіббс     | Одетта                       |
| Трейсі Бінгхем  | Сімоне                       |
| Білл Нанн       | Джиммі Бек                   |
| Джон Марло      | Алабама Браун                |
| Кліфтон Пауелл  | Еверетт Вашингтон            |
| Ентоні Джонсон  | грає самого себе             |
| Ентоні Босвелл  | Вальтер                      |
| Маркел Лі       | Шон                          |
| Хонест Джон     | Менні                        |
| Білл Дюк        | продюсер                     |
| Нік Міней       | режисер                      |
| Брайон Джеймс   | Рубен Рейес                  |